# Лаво (держава)
Лаво — держава на півдні сучасного Центрального Таїланду. Утворилося внаслідок занепаду держави Двараваті. Знищено наприкінці XIV ст. тайськими царствами. Знайдено небагато записів про історію та внутрішній устрій цієї держави. Більшість того, що відомо на сьогодні, отримано з археологічних розвідок.

## Історія
Згідно з північнотайськими хроніками, Лаво було засновано Прая Калаварнадішраджем з Таккасіла (ймовірно розміщувався на території сучасних провінцій Так або Накхонпатхом) в 648 році. Початковим центром стала столиця Лаво, за якою назву отримала уся держава. Ця назву походить від індуїстської назви «Лавапура», що означає «місто лави», що є копією назви індійського міста Лавапурі.
Разом з тим за кхмерськими хроніками Ішанаварман I, володар Ченла, у 620-х роках завдав поразки Дварапаті. Міста Двараваті, які підпали під гегемонію кхмерів, стали підкорятися Лаво, тоді як західні міста сформували державу Суварнабхумі. Лаво був центром, звідки Ченла правила Двараваті.
До кінця VII ст. Лаво розширився на північ. У північнотайських хроніках, зокрема «Камадевівамса», відзначено династійні зв'язки Лаво і Харіпунджаї. Разом з тим у «Хроніках династії Тан» (Лавоо тут названо Тоу-хо-ло) записано, що Лаво надсилало данину імперії Тан. о відоме як Луово.
У другій половині VIII століття почався остаточний занепад Двараваті. Під тиском імперії Шривіджая були втрачені володіння на Малайському півострові. Цим скористалася в свою чергу Лаво для збільшення своїх володінь. У своєму щоденнику чернець Сюаньцзан назвав Лаво Тоу-лопоті, що, здається, повторює назву Двараваті, як державу між Ченла та Паганським царством.
Згідно «Північних хронік» 903 року володар Тамбралінги підкорив Лаво, де на трон поставив свого родича. У X ст. відбувається об’єднання Лаво і Суварнабхумі. Напочатку XI ст. нащадок династії Тамбралінга в Лаво — Сур'яварман I — став володарем Камбуджадеші. На час його панування відбулася унія Лаво й Камбуджадеші. В подальшому Лаво була васалом Кхмерської імперії.

Лаво в XI ст.

У XI ст. починається переселення народу тай на ці землі. Можливо їх було запрошено правителя Лаво для боротьби проти кхмерів. Лаво намагалося позбавитися залежності, у 1001 та 1155 роках домагався визнання династією Сун себе як незалежної держави. 1087 року було відбито напад паганського царя Чанзітти. Завдяки цього Нарай, магараджа Лаво, домігся незалежності своєї держави. За цим він переніс на південь свою столицю — до Айодг'я — портового міста на правому боці острова Аюттхая. Втім у 2-й половині XII ст. Лаво знову була підкорена кхмерами на чолі із Джаяварманом VII.
У 1239 році таї, що мешкали біля Сукхотая (на той час важливого торговельного центру) повстали проти намісника Лаво, внаслідок чого ці землі відпали, де було утворено державу Сукхотай. В боротьбі з ним Лаво поступово втрачала володіння, скоротившись до кінця XIII ст. до області навколо старої та нової своїх столиць.
Разом з тим продовжували підтримуватися дипломатичні відносини з династією Сун, а потім з її наступницею — імперією Юань. Венеціанський купець Марко Поло описав Лаво у своїх історіях про подорожі під ім’ям «Локач», а китайський історик Ма Туаньлін XIII ст. у 348 томах своєї енциклопедії «Веньсянь Тункао» описав як Сієн-Ло.

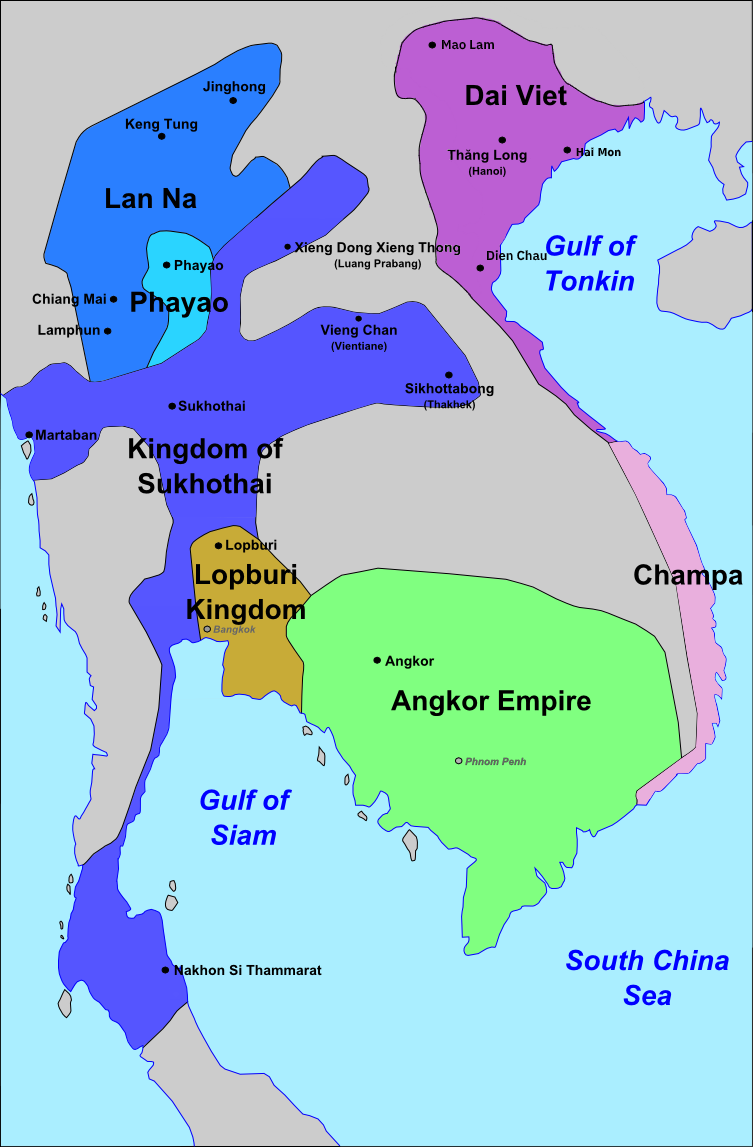
Лаво на початку XIV ст.

У 1350 році відпали таї, що розташовувалися на півдні. Їх очільник У-Тхонг, заснував державу Аюттхая. З цього часу Лаво стає залежним від останньої, а 1388 року приєднано до земель Аюттхаї.

## Територія і населення
Розташовувалася на лівому березі річки Чаопхрая у верхній частині її долині та займала північний схід Малайського півострова.
Існують суперечки щодо того, чи був мони були єдиним етносом Лаво. Деякі історики зазначають, що лаво складався зі змішаних етносів мон і лава (палаунгомовний народ), разом сформувавши правлячий клас. З підкоренням держави Кхмерській імперії зростає також кількість кхмерів.

## Економіка
Основу становили землеробство (в значній кількості вирощували рис та інші злакові) й посередницька торгівля. Частково рибальство й добування корисних копалень,.

## Культура
В значній мірі було індуїзованою  державою, про що свідчать назви її столиць Лаво — від Лавапура, й Айодг'я як така сама назва міста Індостану.

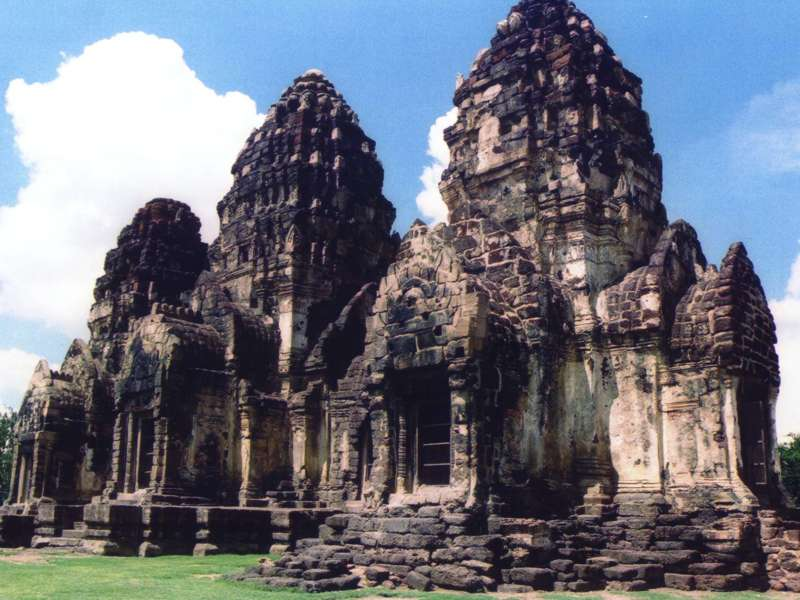
Пранг Сам Йот. м.Лаво

Згодом посилюється вплив кхемерської культури.  У XII ст. Кхмерська імперія значним чином вплинула на розвиток мистецтва та архітектури, про що свідчить Пранг Сам Йота.

### Мова
Єдина письмовою мовою, на якій було знайдено написи в ранній період Лаво, є старомонська мова. Написи, як правило, написані старомонським письмом або письмом паллава. Вони були знайдені на великій території, включаючи центральний і північно-східний Таїланд.
В XI ст. під час визнання зверхності Лаво держави Камбуджадеші відбувається проникнення старокхмерської мови. Також міграція тайських народів у долину Чаопхрая призвела до пошрення старотайської мови.

### Релігія
Спочатку основним віруванням були різні види індуїзму, згодом відбувається розповсюдження буддизму школи махаяна. Зрештою буддизм школи тгеравада став основною вірою в Лаво, хоча індуїзм і махаяна зберігалися.